# Pardaleodes bule
Pardaleodes bule är en fjärilsart som beskrevs av Holland 1896. Pardaleodes bule ingår i släktet Pardaleodes och familjen tjockhuvuden. Inga underarter finns listade i Catalogue of Life.